# 11 Arietis
Désignations
11 Arietis (en abrégé 11 Ari) est une étoile de la constellation du Bélier. 11 Arietis est sa désignation de Flamsteed. Elle a une magnitude apparente de 6,01, ce qui en fait une cible difficile à observer à l'œil nu, même dans un ciel suffisamment sombre. L'étoile présente une parallaxe annuelle de 3,95 mas mesurée par le satellite Gaia, ce qui indique qu'elle est distante d'environ ∼ 825 a.l. (∼ 253 pc) de la Terre.
11 Arietis a un type spectral de B9IV-Vn, ce qui pourrait indiquer qu'elle commence à s'éloigner de la séquence principale pour devenir une étoile sous-géante à mesure que les réserves d'hydrogène de son noyau s'épuisent. Son rayon est estimé être de 2,8 R☉, mais il va devenir de plus en plus grand à mesure qu'elle continue d'évoluer vers une étoile géante. 11 Arietis tourne rapidement sur elle-même avec une vitesse de rotation projetée de 249 km/s. Ce mouvement, combiné à l'effet Doppler, provoque l'élargissement des raies d'absorption dans son spectre, ce qui leur donne une apparence « nébuleuse », comme l'indique le suffixe « n » dans le type spectral.